# Co Bůh? Člověk?
Co Bůh? Člověk? je lyrická duchovní báseň (píseň) Bedřicha Bridela vydaná tiskem roku 1659. Tvoří ji sedmdesát osmiveršových slok a šestnáctiveršový úvod. Základní myšlenkou je antiteze Boha a člověka.

## Obsah básně
Báseň začíná výstupem duše k Bohu:
„Což to? Věc velmi rychlá,

aneb jest-li ňáké zdání,

rostou mně jakás křídla,

strojí se všecko k litání.

Zdá se mi, že k vysoku

již se nad planéty beru,

odtud jen na poskoku

z země se k nebi poberu;“
Jejím obsahem je pak – jak naznačuje už název – dramatická antiteze Boha a člověka. V básni „je do protikladu postavena věčnost a dokonalost Boha i všechny jeho absolutní vlastnosti s pomíjejícností a hříšností i dalšími relativními atributy člověka. Základní kontrast, zakotvený v patristické i tomistické teologii, byl mnohokrát zpracován v literatuře i dalších druzích umění, ale Bridel ho ztvárnil s horoucím patosem pomocí mnoha obrazů originálních i převzatých z Bible a náboženské litereatury.“
Zatímco Bůh je v básni opěvován pro svou moc, dokonalost, bezchybnost, slávu a krásu, člověk je líčen jako nicotný:
„Tys propasti dno, svršek,

já nejmenší krůpějička,

ty jsi sluce okršlek,

já jeho malá jiskřička,

ty jsi květu samý květ,

já jsem jen pejří polední,

rosy`s rosa, nový`s svět,

já pak bublínka večerní.“
Oproti tradiční křesťanské antropologii není člověk korunou tvorstva, místo zde nemá ani Ježíš jako bohočlověk. Chvála Boha je ovšem tím působivější, čím je kritika člověka za pozemské hříchy, zbabělost nebo nezbožnost ostřejší. Bridel se tak zařazuje do tradice, jejímž význačným představitelem je sv. Augustin:
| „ | Velký jsi, Hospodine; a vší chvály hodný, velikost Tvá je nevýstižná a moudrost Tvá nemůže býti změřena! A Tebe chválit chce člověk, tak malá část Tvého stvoření! Člověk, sténající pod břemenem smrtelnosti, sténající pod svědectvím svého hříchu, svědectvím, že se pyšným protivíš. A přece chválit Tebe chce člověk; tak malá část Tvého stvoření! | “ |

Bridel zřejmě záměrně opakuje některá slova či slovní spojení (např. „hnis a psota“), aby ještě vystupňoval dojem opravdové odpornosti.
V tomto ostrém kontrastu vystupuje Bůh jako trojjediná bytost (Otec, Syn a Duch svatý). V dalším průběhu díla se tak výpovědi o Bohu ukazují jako nedostatečné a autor klade otázky, na něž sám nemůže odpovědět: 
 

„Proto žádám, co jsi ty?

Ach, kdo tebe mi ukáže?

Ach Bože můj! Co jsi ty?

Z lásky se má duše táže:

cos ty, Bože nad bohy,

jak budu s tebou mluviti?“ 
Další sloky ukazují, že v Bohu je nejvyšší dobro pro člověka, převyšující všechna dobra ostatní:
 

„Hledám-li čest, ouřady,

milosti, mnohé nadání,

i jiné k těm důklady,

rozkoše neb hodování,

kde se Bůh můj nachází,

tam jest ten nejlepší statek,

kdo až k Bohu přichází,

tam nebude nedostatek.“ 
V posledních několika verších (jakoby epilogu) dokončuje Bridel srovnání člověka s Bohem tak, že člověka označuje za malého červíčka před obrovským Bohem, kterému se plně odevzdává. Zároveň tím deklaruje, že vzhledem k Bohu je i celý jeho chvalozpěv nedostatečný. Doslova:
 

„Já, ten nejmenší cvrček, 

k nohám trůnu jeho padám, 

zeměplazí červíček, 

cosi v temnostech předkládám.“ 

## Charakteristika básně
Účelem tohoto díla nepochybně není pouze oslava Boha, ale také filozofické zamyšlení nad Svatou Trojicí. Je to „hluboká monologická meditace člověka s množstvím otázek Bohu, zvolání a invokací a ovšem mnohotvárných tropů a lexikálních a syntaktických figur, gradací a libozvučných hříček. Těmito prostředky je sugestivně vyjadřována tak otřesná a hluboká tragičnost, jakou nepozná česká literatura až do Máchova Máje.“